# Голуб (повість)
«Голубка» - повість німецького письменника Патріка Зюскінда, опублікована в 1987 році. Розповідь про один день з життя «маленької людини» (чит. повість).

## Сюжет повісті
Джонатан Ноель – службовець банку. У дитинстві, під час Другої світової війни, повернувшись додому, він не застав своєї матері вдома. Йому сказали, що її відвезли на Схід, а звідти ніхто не повертається. Джонатана Ноеля і його сестру відвозять до маєтку дядька, там вони переховуються до кінця війни. Після війни дядько зажадав, щоб Джонатан пішов в армію. Відслуживши три роки, Джонатан повернувся назад і дізнався, що його сестра виїхала до Канади. Ноель одружується, задовольняючи вимогу дядька. Через чотири місяці дружина зраджує йому і йде від нього.
Ноель їде в Париж. Там влаштовується на роботу охоронцем у банку. Знімає кімнату. Вона за довгі роки життя здається йому найкращим місцем для життя. Він має намір її викупити, майже виплатив всю суму господині. Одного разу він, відкривши двері, бачить на порозі голубку. Він лякається від такого вторгнення в його розмірене життя. Панікує, але все одно йде на службу, попередньо вирішивши, що варто деякий час жити в іншому місці, так він не витримує присутності якогось птаха поблизу нього. Цього дня все йде не так: у нього рвуться штани, він не чує сигнал директорового авто - все йде шкереберть. Після робочого дня він гуляє, щоб заспокоїтися, а ніч проводить в готелі. Він вирішив, що життя його скінчилася і що це його остання ніч. Прокинувшись, він розуміє, що щось у його житті змінилось. Він згадує війну, дитячі роки і відчуває, що не може жити без людей. Повернувшись до своєї кімнати, Ноель бачить, що голубки немає. Його життя налагоджується, але тепер світ навколо нього інакший.